# Agromyza igniceps
Agromyza igniceps este o specie de muște din genul Agromyza, familia Agromyzidae, descrisă de Friedrich Georg Hendel în anul 1920.
Este endemică în Austria. Conform Catalogue of Life specia Agromyza igniceps nu are subspecii cunoscute.